# Pentaschistis scandens
Pentaschistis scandens är en gräsart som beskrevs av Hans Peter Linder. Pentaschistis scandens ingår i släktet Pentaschistis och familjen gräs. Inga underarter finns listade i Catalogue of Life.